# Jordan Norberto
Jordan Norberto (né le 8 décembre 1986 à Nagua, María Trinidad Sánchez, République dominicaine) était un lanceur de relève gaucher des Ligues majeures de baseball. Il est suspendu 50 matchs en 2013 pour dopage et implication dans l'affaire Biogenesis.

## Carrière

### Diamondbacks de l'Arizona
Jordan Norberto signe son premier contrat professionnel en 2004 avec les Diamondbacks de l'Arizona, pour qui il ne joue que durant la saison 2010.
Il fait ses débuts dans les majeures le 6 avril 2010 en lançant un tiers de manche en relève pour les Diamondbacks face aux Padres de San Diego. Il fait 33 apparitions au monticule pour les D-Backs en 2010 et affiche une moyenne de points mérités de 5,85 en 20 manches au monticule, avec deux défaites.

### Athletics d'Oakland
Il passe aux Athletics d'Oakland le 31 juillet 2011 lorsque les Diamondbacks l'y envoient en compagnie du joueur de premier but Brandon Allen afin d'acquérir le releveur Brad Ziegler. 
Après six apparitions au monticule pour les A's en 2011, il connaît une brillante saison 2012 : moyenne de points mérités de 2,77 en 52 manches lancées, 4 victoires, une défaite et un sauvetage en 39 parties jouées. Il réussit son premier sauvetage dans les majeures le 1er mai contre les Red Sox de Boston et savoure sa première victoire en carrière le 6 juillet sur les Mariners de Seattle. Sa saison est toutefois abrégée par une tendinite à l'épaule gauche. Il joue son dernier match pour Oakland le 17 août, rate les séries éliminatoires.
Il n'a pas suffisamment récupéré de sa blessure pour amorcer la saison 2013 avec les Athletics et est par conséquent cédé aux ligues mineures où, après seulement 3 matchs joués, il est de nouveau placé sur la liste des joueurs blessés. Les A's le libèrent de son contrat alors qu'il subit une opération de type Tommy John au coude gauche et Norberto dépose une plainte, estimant avoir été injustement congédié.

### Suspension pour dopage
Le 5 août 2013, Jordan Norberto reçoit une suspension de 50 matchs pour dopage dans la foulée de 13 suspensions annoncées en relation avec l'affaire Biogenesis.